# Seven Little Fortunes

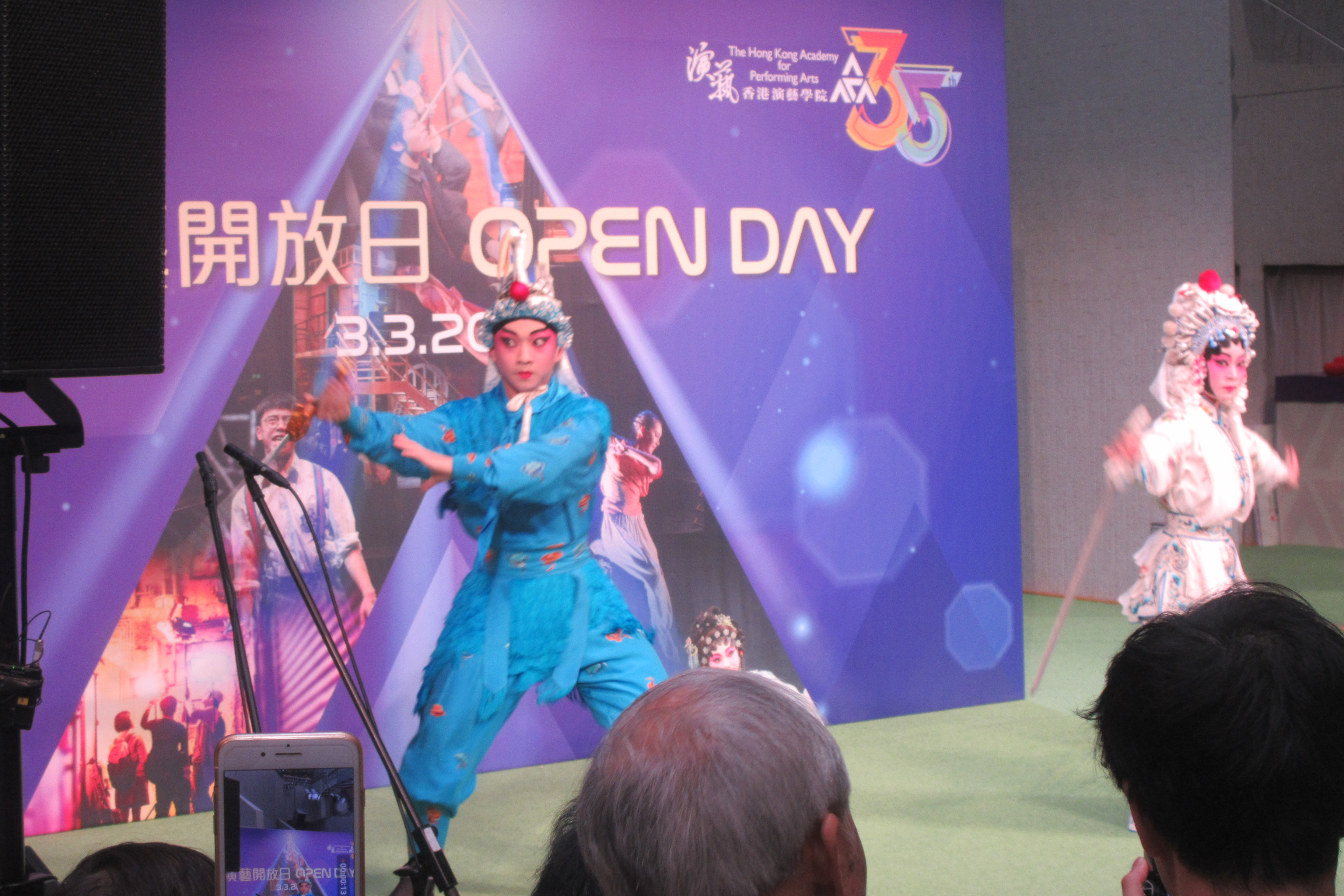
Des étudiants en opéra cantonais de la Hong Kong Academy for Performing Arts se produisent en 2019.

Les Seven Little Fortunes (chinois : 七小福 Chat Siu Fok), ou The Lucky Seven, parfois traduit en français par les expressions Sept Petites Fortunes ou Sept Petits Prodiges, sont un groupe d'artistes martiaux, élèves dans les années 1960 de la China Drama Academy de l'Académie d'étude du théâtre chinois (en anglais Peking Opera School) à Hong Kong. 
Les élèves étaient âgés de 7 à 8 ans, ils voyageaient et participaient à des spectacles dans lesquels ils montraient leurs talents acrobatiques et artistiques. Ils étaient également envoyé par l'école afin de participer à des tournages de films. La troupe était composée de 7 à 14 enfants, mais seulement 7 apparaissaient en même temps à chaque représentation.
Quelques membres des Seven Little Fortunes sont devenus des stars du cinéma hongkongais d'action, tels Jackie Chan, Sammo Hung, Yuen Biao, Corey Yuen et Yuen Wah.
Les élèves suivants ont été membres des Seven Little Fortunes, ils ont étudié à l'opéra sous la tutelle de Yu Jim-yuen. Pour honorer leur professeur, la tradition voulait que les élèves utilisent une partie de son nom, ainsi ils ont utilisé "Yuen", un des caractères du prénom de leur sifu (maître), dans leurs noms de scènes respectifs :
- Chu Yuen Lung (朱元龍), connu sous le nom de Sammo Hung (1952- )
- Yuen Lou (元樓) / Yuen Lo, connu sous le nom de Jackie Chan (1954- )
- Yuen Biao (元彪) (1957- )
- Yuen Kwei (元奎), connu sous le nom de Corey Yuen (1951-2022 )
- Yuen Wah (元華) (1950- )
- Yuen Tak (元德) / Yuen Tai, (1956- )
- Yuen Mo (元武) / Yuen Miu / Yuen Wu (19??- )

## Autres élèves de Yu Jim Yuen
- Yuen Qiu (元秋) (1950- )
- Yuen Choi (元蔡) aka Ng Ming Choi / Wu Ming-Tsai
- Yuen Bo (元寶)
- Meng Yuen Man (孟元文)
- Yuen Fai (元煇)
- Yuen Bin (元彬)
- Wu Yuen Chun (吳元俊)
- Yuen Chu (元菊)